# Canton Säntis
Il Canton Säntis (in tedesco Kanton Säntis) è stato un cantone della Repubblica Elvetica, istituito nell'aprile-maggio 1798 e formalmente dissolto con l'Atto di mediazione del 10 marzo 1803.

## Storia
Il cantone era formato dall'ex principato abbaziale di San Gallo con le signorie territoriali dell'Alte Landschaft e del Toggenburgo inferiore (territorio a nord ovest della linea Hemberg-Hummelwald), dalla città-Stato di San Gallo, da Appenzello Esterno e Appenzello Interno e dall'ex baliaggio del Rheintal (territorio a nord dell'Hirschensprung). Il capoluogo era San Gallo. Il territorio, con 140 000 abitanti, era suddiviso nei distretti di San Gallo, Rorschach, Unterrheintal, Oberrheintal, Appenzello, Wald, Teufen, Herisau, Gossau, Wil, Flawil, Mosnang e Lichtensteig.
Dopo l'accettazione della Costituzione elvetica da parte dei comuni e delle Landsgemeinden degli ex territori, avvenuta nell'aprile e maggio del 1798 in alcuni casi solo con riluttanza e in seguito a pressioni, l'ordinamento politico del Canton Säntis entrò in vigore il 21 giugno 1798 con l'insediamento del primo prefetto. I mandati dei prefetti Johann Kaspar Bolt (giugno 1798-ottobre 1801) e Karl Heinrich Gschwend (novembre 1801-marzo 1803) furono caratterizzati da rivolgimenti militari e politici, dall'occupazione austriaca e dal temporaneo ritorno in carica del principe abate nel maggio-settembre 1799.
Il territorio fu anche teatro, nel 1799, di scontri tra le grandi potenze europee, che videro la Francia contro Austria e Russia. Tali conflitti ebbero gravi ripercussioni finanziarie ed economiche sulla popolazione. Per questo motivo gli abitanti fecero fatica a identificarsi con la nuova entità statale e in genere furono restii a prestare servizio per i Francesi e per l'Elvetica. L'instabilità della situazione mise in ombra anche le numerose novità introdotte, come i diritti di libertà o la promozione della scuola pubblica. Formalmente il Canton Säntis sopravvisse fino all'entrata in vigore dell'Atto di mediazione del 10 marzo 1803, ma i singoli territori iniziarono a separarsi già dall'agosto del 1802, nonostante la pressione francese avesse momentaneamente rallentato questo processo di disgregazione.